# Уржум
Уржу́м (Вӱрзым, Ӱржӱм) — місто (з 1796) у Росії, адміністративний центр Уржумського району Кіровської області, знаходиться у південно-східній частині області.
Населення 11,4 тис. чол. (2010).
Місто розташовано на лівому березі річки Уржумки, що 10 кілометрами нижче за течією впадає до В’ятки.

## Історія
Перші згадки про Уржум належать до середини XVI століття, коли Уржум був марійським племінним містечком. Для придушення повстань марійських і татарських феодалів було прийнято рішення будувати російські міста у басейнах Волги, Ками, В’ятки. Таким укріпленим містом-фортецею стало 1584 року місто Уржум. Наприкінці XVIII століття Уржум стає одним з 11 уїздних міст В’ятського намісництва. У 1781 році було затверджено герб Уржума.
На території Уржумського уїзду діяли Буйський завод з виробництва заліза, Шурминський мідеплавильний завод, п’ять винних заводів з 14, що працювали у губернії. У 1883 році відкривається перша публічна бібліотека, пізніше — реальне училище.
У 1934 році жителі міста виявили бажання назвати місто іменем свого земляка — Кірова, однак ім’я було присвоєно В’ятці.

## Населення
| Чисельність населення, чол. | Чисельність населення, чол. | Чисельність населення, чол. | Чисельність населення, чол. | Чисельність населення, чол.               | Чисельність населення, чол. |
| 1959                        | 1970                        | 1979                        | 1989                        | Всеросійський перепис населення 2002 року | 2010                        |
| --------------------------- | --------------------------- | --------------------------- | --------------------------- | ----------------------------------------- | --------------------------- |
| 10 874                      | 11 387                      | 11 957                      | 12 101                      | 11 514                                    | 11 427                      |

## Пам’ятки
В місті та районі числяться 70 пам’яток культури, історії та архітектури, найвідоміший — ансамбль Свято-Троїцького собору.

## Люди
На Уржумській землі народився радянський політичний діяч Сергій Кіров, пройшли дитячі та юнацькі роки поета Миколи Заболоцького, у селі Лопьял жили батьки Васнецова, Твардовського. Також в уржумській землі народились, жили чи працювали святі: преподобний Трифон В’ятський, священосповідник єпископ Віктор (Островидов), перший єпископ Уржумський, священомученик протоієрей Олексій Воробйов, священомученик ієрей Анатолій Івановський, священомученик диякон Григорій Смірнов, священомученик Василь Несмєлов, священомученики брати протоієреї Олександр, Василь і Микола Агафоннікови, святитель Рязанський Мелетій (Якимов).